# 集合管
集合管（しゅうごうかん、英: Collecting duct）は、腎臓に存在する管系。遠位尿細管に続き、尿を排泄する通路となる。単層立方上皮である。

## 概要
血漿浸透圧が上昇すると脳下垂体後葉からバソプレッシン（抗利尿ホルモン）が分泌されて、集合管にある水チャネルが開いて水の再吸収を行う。また、血圧が低下すると副腎皮質球状層よりアルドステロンが分泌されて集合管においてナトリウムの再吸収（およびカリウムの排出）が起こり、血圧が上昇する。詳しくは、集合管には主細胞と介在細胞が存在するが、その主細胞にはADH（バソプレッシン）の受容体が存在し、バソプレッシがそこに結合すると水の透過性が増す。それに加え、バソプレッシンによって水の再吸収が促進されるため尿の濃縮がおこる。尿細管を経たあとの最終的な浸透圧調節という意味合いをもつ。また介在細胞は、プロトンや炭酸塩を分泌することで尿の酸性化に寄与する
一方で心房性ナトリウム利尿ペプチドは集合管におけるナトリウムの再吸収抑制の効果がある。